# Leiocithara lischkei
Leiocithara lischkei é uma espécie de gastrópode do gênero Leiocithara, pertencente a família Mangeliidae.